# 陰陽師〜妖艶絵巻〜
『陰陽師〜妖艶絵巻〜』（おんみょうじ ようえんえまき）は、日本のオリジナルアダルトアニメ。

## 登場人物
安倍 聖命
声 - 加賀ヒカル
本作の主人公。
宮本 博雅
声 - プログレス（第1作） / 朝田孝（第2作）
朱雀
声 - 柚木かなめ
白虎
声 - AYA（第1作） / 桜川未央（第2作）
青龍
声 - 北条明日香
第2作より登場。
玄武
声 - 御苑生メイ
第2作より登場。
瞳魔
声 - あおいひかる
第2作より登場。
式神A
声 - 明田紗薙
第1作のみ登場。
式神B
声 - 椿
第1作のみ登場。
式神C
声 - はるかめぐみ
第1作のみ登場。
中条 慎之介
声 - 鬼沢雅維
第1作のみ登場。
ピエール
声 - 杉崎和哉
第1作のみ登場。
井上 比呂志
声 - 星のGRANDE
第1作のみ登場。

## スタッフ
| 陰陽師〜妖艶絵巻〜 - 企画：ミルキー - 原作：下坂英男、八神和彦 - プロデューサー：八神和彦、下坂英男 - 監督：雷火剣 - 脚本：真壁六郎太 - 絵コンテ：咲坂守 - 演出：北川正人 - キャラクターデザイン・作画監督・動画検査：宗馬遊哉 - 原画：咲坂守、宗馬遊哉、田山真美人、松俊一、根元太、Ani Village - 動画：Ani Village - 色彩設計・色指定・仕上げ検査：東貧子 - デジタルペイント：Ani Village、Studio Lagoon - 背景：Ani Village - 音響監督：黛計 - 録音スタジオ：タバック - 音響効果：フィズサウンドクリエイション - 楽曲：SALAD - 撮影監督：石井重治 - 編集：和田光弘、小池史恵 - VTR編集：デジタル・ビーコム - システム管理：九重九十九 - 制作デスク：女二尉雷電 - 制作事務：鳳仙花 - アニメーション制作：ティーレックス - 製作・発売：「陰陽師〜妖艶絵巻〜」アニメ製作委員会 - 販売：株式会社GPミュージアムソフト |  | 陰陽師 妖かしの女神〜淫乱呪縛〜 - 企画・原作：ティーレックス - プロデューサー：村上幸太郎、本田P三 - アニメーションプロデューサー・絵コンテ・演出：咲坂守 - 監督：雷火剣 - 脚本：佐和山進一郎 - キャラクターデザイン：九段四郎 - 作画監督：薩摩屋蒸気 - 色彩設計・色指定・仕上げ検査：御田芥子 - 撮影監督：鍬練梁 - 編集：柳編集室、新海コウキ - 背景：ANIFACTROY - 音響監督：中川達人 - 楽曲制作：TATSUKI (Music River Se.) - アニメーション制作：ティーレックス - 製作：ティーレックス |

## 各話リスト
| 話数                            | サブタイトル         | 発売日             |
| 陰陽師〜妖艶絵巻〜              | 陰陽師〜妖艶絵巻〜   | 陰陽師〜妖艶絵巻〜 |
| ------------------------------- | -------------------- | ------------------ |
| 第壱話                          | -                    | 2003年9月25日      |
| 第弐話                          | 第二の女神“白虎”降臨 | 2003年12月25日     |
| 陰陽師 妖かしの女神〜淫乱呪縛〜 |                      |                    |
| 第壱話                          | 淫らの呪             | 2009年11月25日     |
| 第弐話                          | 最後の女神           | 2010年4月16日      |